# John E. Raker
John Edward Raker (ur. 22 lutego 1863 w Hrabstwo Knox (Illinois), zm. 22 stycznia 1926 w Waszyngtonie) – amerykański polityk, członek Partii Demokratycznej.

## Działalność polityczna
W okresie od 4 marca 1911 do 3 marca 1913 przez jedną kadencję był przedstawicielem 1. okręgu, a od 4 marca 1913 do śmierci 22 stycznia 1926 przez siedem kadencji był przedstawicielem 2. okręgu wyborczego w stanie Kalifornia w Izbie Reprezentantów Stanów Zjednoczonych.